# Corinne Billon
Corinne Billon (Frankrijk, ?) is een Franse illustrator, ontwerpster van boekomslagen en inkleurder van strips. Sinds 2011 is Billon studio-artdirector voor AMPLITUDE Studios in Parijs.

## Carrière
Billon rondde in 1992 haar studie industrial and product design af aan het École supérieure d'art et de design d'Orléans in Orléans en behaalde in 1994 er haar Diplôme national supérieur d'expression plastique.
Vanaf 2004 werkt Billon als artdirector bij verschillende bedrijven voor de ontwikkeling van computerspellen.
Billon is daarnaast actief als illustrator en ontwerper van boekomslagen, in ieder geval vanaf 2006.
In 2005 verzorgde Billon de inkleuring voor het eerste album Pas de bouquet pour la mariée in de reeks Necrolympia, getekend door Marc Jailloux.
Billon werd tevens inkleurder voor enige reeksen van Jacques Martin, allereerst voor het album De orakels in de reeks Orion in 2011 getekend door Marc Jailloux. Vanaf 2013 is Billon ook betrokken als inkleurder bij de reeks Alex en wel voor De laatste verovering (2013) en Britannia (2014), alle getekend door Jailloux.